# 1980
1980 (MCMLXXX) var ett skottår som började en tisdag i den gregorianska kalendern. Det var också det första året och det första skottåret i decenniet 1980-talet.

## Händelser

### Januari
- 1 januari
  - Den nya lagen om kognatisk tronföljd i Sverige träder i kraft, varvid prinsessan Victoria blir Sveriges kronprinsessa.
  - Lagprövningsrätten skrivs in i Sveriges regeringsform. Den gäller alla myndigheter, föreskrifter och lagar, och innebär att man ej skall tillämpa en föreskrift om den står i strid med Sveriges grundlagar.[1]
  - Dorotea bryter sig ur Åsele kommun, och Vadstena bryter sig ur Motala kommun.
- 4 januari – Volvo, Saab och bilimportörer protesterar mot föreslagna miljökrav på 1980-talets bilar, som bl.a. gäller blyfri bensin och minskad bränsleförbrukning.[2]
- 8 januari – Kongresspartiet vinner parlamentsvalet i Indien och Indira Gandhi blir åter Indiens premiärminister.[3]
- 14 januari – Regionala nyhetsprogrammet Östnytt från Norrköping startar sina sändningar. Till en början sänds Östnytt över södra Södermanland, Östergötlands och norra Kalmar län. Första nyhetsuppläsare blir Ann-Britt Ryd Pettersson.
- 18 januari – Almöbron till Tjörn rasar efter att fartyget Star Clipper seglat på en av bropelarna i mörkret. Sju bilar kör över brokanten innan den spärras av, varav åtta människor omkommer.[3]
- 21 januari – 128 personer omkommer då ett iranskt inrikesflygplan störtar.[4]
- 22 januari
  - Den sovjetiske regimkritikern Andrej Sacharov arresteras i Moskva.[3]
  - Electrolux köper Grängeskoncernen.[5]
- 26 januari – Israel och Egypten upprättar diplomatiska förbindelser.[6]
- 29 januari – Svenska Transportarbetareförbundets ordförande Hans Ericson tvingas avgå efter en rad uppseendeväckande affärer.[3]
- 31 januari
  - Spaniens ambassad i Guatemala invaderas och sätts i brand, vilket kräver 36 människors liv.
  - 3 personer omkommer då ett privatflygplan störtar över Skåne, Sverige.[4]

### Februari

De 13:e Olympiska vinterspelen hölls i Lake Placid, USA.

- 12 februari – De 13:e olympiska vinterspelen invigs i Lake Placid, USA med deltagare från 37 länder.[3] Spelen pågår fram till 24 februari.
- 17 februari – Thomas Wassberg, Sverige, vinner herrarnas 15 kilometer längdskidåkning vid olympiska vinterspelen i Lake Placid [7] före Juha Mieto, Finland och Ove Aunli, Norge.
- 19 februari – Ingemar Stenmark, Sverige, vinner herrarnas storslalom vid olympiska vinterspelen i Lake Placid [7] före Andreas Wenzel, Liechtenstein, och Hans Enn, Österrike.
- 20 februari – Den svenska regeringen beslutar att satsa 20 miljarder SEK under 20 år på ett nytt militärflygplanssystem vid namn JAS.[7]
- 22 februari – Ingemar Stenmark, Sverige, vinner herrarnas slalom vid olympiska vinterspelen i Lake Placid [7] före Phil Mahre, USA, och Jacques Lüthy, Schweiz.
- 26 februari – Israel och Egypten inleder diplomatiska förbindelser.[8]
- 28 februari – 4 personer omkommer då ännu ett privatflygplan störtar över Skåne, Sverige.[4]

### Mars

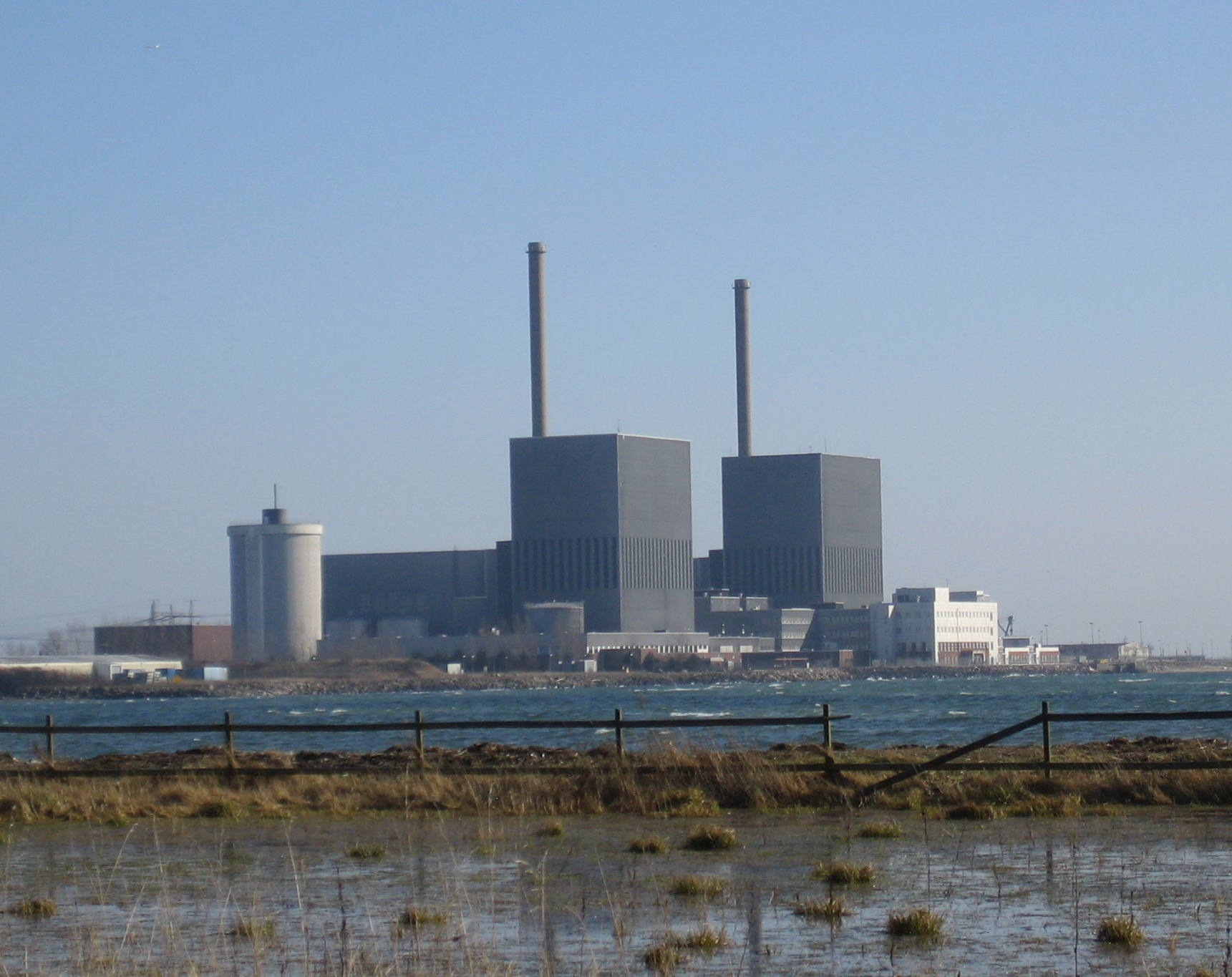
Sveriges befolkning röstar om kärnkraften.

- 3 mars – Pierre Trudeau blir åter Kanadas premiärminister.
- 4 mars – Robert Mugabe väljs till Zimbabwes premiärminister.
- 12 mars – Den svenska föräldraförsäkringen utökas från 9 till 12 månader.[9]
- 14 mars – 87 personer omkommer då ett polskt passagerarflygplan störtar under en nödlandning vid Warszawa, Polen.[4]
- 17 mars – Den svenska rockgruppen Noice får sitt genombrott i TV-programmet Måndagsbörsen med låten En kväll i tunnelbanan.
- 21 mars – USA:s president Jimmy Carter tillkännager att USA kommer bojkotta de 22:a olympiska sommarspelen i Moskva, Sovjetunionen i protest mot afghansk-sovjetiska kriget.
- 23 mars – Vid en folkomröstning i Sverige om kärnkraften får "Linje 2", som förespråkas av SAP, LO och Folkpartiet, flest röster, men uppdelningen på tre linjer gör resultatet svårtolkat [3]. Den innebär att de reaktorer som är i drift skall köras vidare tills de successivt avvecklats [7]. Linje 1 får 18,7 %, Linje 2 får 39,3 % och Linje 3 får 38,6 %. Valdeltagandet är 76 %.[2]
- 24 mars – Läckan vid oljeborrtornet Ixtoc 1 i Mexikanska golfen, som den 3 juni 1979 drabbades av blowout, stoppas med ett 30 ton tungt cementblock. Uppskattningsvis 3,1 miljarder fat olja har runnit ut i den dittills största oljekatastrofen någonsin.[10]
- 27 mars – Den norska oljeborrplattformen Alexander L. Kielland välter i hårt väder på Ekofiskfältet och 123 av 213 personer på plattformen drunknar.[3][4]

### April
- 6 april

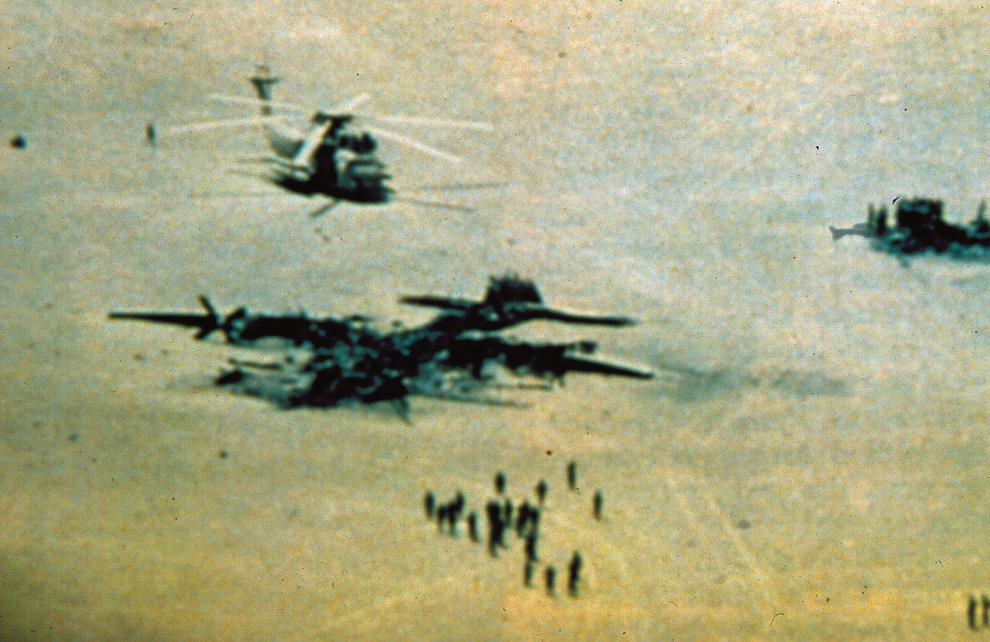
Operation Eagle Claw

  - Sverige ställer fram klockan en timme, då man inför sommartid för första gången sedan 1916.[3]
  - 28 februari – 4 personer omkommer då ett privatflygplan ännu en gång störtar över Skåne, Sverige. 3 fallskärmshoppare räddar sig.[4]
- 10 april
  - Den svenska regeringen ger klartecken för laddning av ytterligare två kärnreaktorer i Forsmark och Ringhals. Därmed är tio stycken i drift.[5]
  - 3 personer omkommer då ett privatflygplan störtar över Söderhamn, Sverige.[4]
  - Brynäs IF vinner svenska mästerskapet i ishockey.

Zimbabwe

- 18 april – Zimbabwe (tidigare Sydrhodesia) utropar självständighet med Robert Mugabe som premiärminister.[3]
- 22 april – 96 personer omkommer då det filippinska passagerarfartyget MV Don Juan sjunker efter att ha kolliderat med ett tankfartyg.[4]
- 24 april – USA försöker frita den amerikanska gisslan på amerikanska ambassaden i Teheran, Iran men misslyckas när en transporthelikopter kolliderar med ett tankningsflygplan.
- 25 april
  - 25 personer omkommer då ett brittiskt charterflygplan störtar över Teneriffa.[4]
  - 14 000 svenska offentliganställda går ut i strejk och 12 000 lockoutas. Kommunikationer i Sverige drabbas.
- 26 april – USA:s president Jimmy Carter rapporterar att USA använt 6 transportflygplan och 8 helikoptrar vid ett misslyckat fritagningsförsök av ambassadgisslan i Iran.[11]
- 30 april – Den iranska ambassaden i London intas av sex beväpnade iranska terrorister. Efter flera dagars förhandlingar beslutar de brittiska myndigheterna att skicka in den militära specialstyrkan SAS. Den 5 maj påbörjar SAS fritagningen av gisslan, och efter några minuter har fem av sex terrorister dödats. Alla utom en gisslan överlever fritagningen.

### Maj

Storkonflikten i Sverige äger rum.

- 2 maj – 750 000 LO-medlemmar lockoutas av arbetsgivarna och totalt 900 000 personer berörs direkt då en stor arbetsmarknadskonflikt utbryter, den dittills största i Sveriges historia.[3] LO tar ut 100 000 personer i punktstrejker, och var fjärde arbetstagare är indragen i konflikten.[2]
- 8 maj – Världshälsoorganisationen meddelar att smittkoppor utrotats i hela världen.[12]
- 9 maj – 30 personer omkommer då en motorvägsbro i Florida, USA rasar.[4]
- 11 maj – Storkonflikten på den svenska arbetsmarknaden avbryts efter vädjan från Sveriges regering.[5]
- 12 maj – De svenska hamnarbetarna går ut i en månadslång strejk.
- 18 maj – Vulkanen Mount Saint Helens i delstaten Washington, USA får sitt första utbrott sedan 1857.[10]
- 19 maj – Enligt en utredning missbrukar mellan 10 000 och 14 000 personer i Sverige tung narkotika.[5]
- 20 maj – Vid en folkomröstning i Québec säger 60 % nej till självständighet från Kanada.[13]

Pac-Man

- 22 maj – Pac-Man debuterar i spelhallarna.
- 24 maj – Stefan Persson och Anders Kallur i New York Islanders blir de första svenskarna att vinna Stanley Cup i ishockey.[7]
- 18 maj – Vulkanen Mount Saint Helens i delstaten Washington, USA får ännu ett utbrott, och tusentals hektar skog ödeläggs.[10]
- 28 maj – Den förste svenske Jämställdhetsombudsmannen (JämO) utses.[5]

### Juni
- 2 juni – 11 personer omkommer då ett nattsnälltåg kolliderar med ett tomt extratåg mellan Borlänge och Falun i Sverige.[4]
- 10 juni
  - ANC i Sydafrika publicerar ett uttalande av sin fängslade ledare Nelson Mandela.[14]
  - I en tolkning av svenska kärnkraftsomröstningen bestämmer Sveriges riksdag kärnreaktorernas antal till tolv, vilka skall vara avvecklade år 2010.[5]
- 18 juni – 3 personer omkommer då en polishelikopter störtar över Helsingborg, Sverige.[4]
- 27 juni – 81 personer omkommer då ett italienskt passagerarflygplan störtar i Tyrrenska havet.
- 29 juni – Vigdís Finnbogadóttir blir Islands, och därmed världens, första demokratiskt valda kvinnliga president.[8]

### Juli
- 1 juli – Den svenska jämställdhetslagen träder i kraft och Jämställdhetsombudsmannen (JämO) inrättas; först ut blir Inga-Britt Törnell [3].
- 5 juli – Björn Borg, Sverige vinner herrsingeln i Wimbledontennisturneringen för femte gången i rad [3] genom att slå John McEnroe, USA med 3-2 i set under finalen.[2]

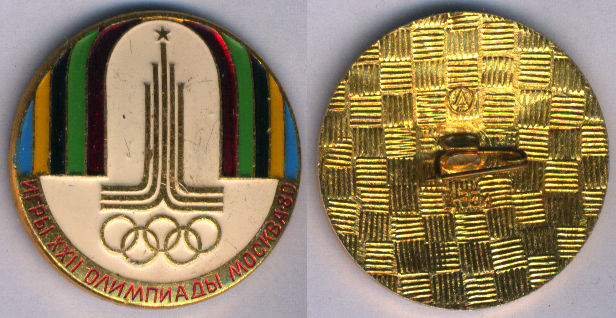
Den 22:a Olympiska sommarspelen hölls i Moskva.

- 14 juli – FN:s generalsekreterare Kurt Waldheim öppnar FN:s kvinnokonferens i Köpenhamn, Danmark.[3]
- 19 juli – De 22:a olympiska sommarspelen invigs i Moskva. 50 länder, bland dem USA, bojkottar spelen i protest mot Sovjetunionens militära närvaro i Afghanistan.[3] Bland de framgångsrika blir Sverige, som bland annat tar guld i simning (Pär Arvidsson och Bengt Baron) samt fäktning (Johan Harmenberg).[2]
- 21 juli – De första kvinnliga svenska värnpliktiga rycker in vid Upplands flygflottilj i Uppsala [5].

- 30 juli

Vanuatu

  - Knesset antar Jerusalemlagen, som utser Jerusalem till Israels huvudstad.
  - Nya Hebriderna erhåller självständighet under namnet Vanuatu.[15]

### Augusti
- 2 augusti – 83 människor dödas och 200 skadas vid ett bombdåd på centralstationen i Bologna, utfört av högerextrema terrorister.[3]
- 14 augusti – Vid en strejk på Leninvarvet i Gdańsk, Polen träder elektrikern Lech Wałęsa fram som ledare för fackföreningsrörelsen Solidaritet.[3]
- 16 augusti – 37 personer omkommer då en nattklubb i London brinner.[4]
- 17 augusti – Vulkanen Hekla på Island får ett utbrott.[16].
- 19 augusti
  - 301 personer omkommer då ett saudiskt passagerarflygplan fattar eld efter en nödlandning i Riyadh, Saudiarabien.[4]
  - 69 personer omkommer vid en tågkollision i Polen.[4]
- 22 augusti – Lasse Åbergs film Sällskapsresan har svensk premiär [3] och blir en stor publikframgång.[2]
- 24 augusti – 9 personer omkommer då ett expresståg spårar ur vid Upplands Väsby, Sverige.[4]

### September

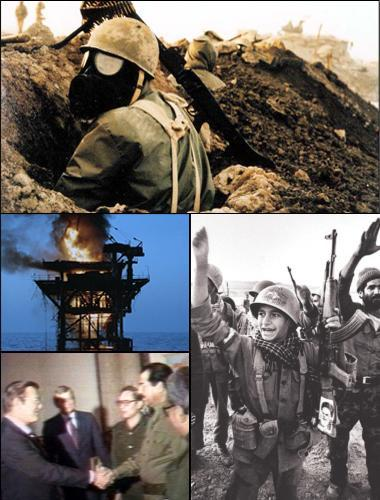
Iran–Irak-kriget påbörjades.

- September – En extra svensk riksdag inkallas för att behandla frågan om höjd moms. Samtliga ledamöter infinner sig, vilket är första gången sedan ATP-omröstningen 1957. Momsen höjs.
- 1 september – Programvaruföretaget Hogia grundas.
- 3 september – Zimbabwe bryter diplomatiska förbindelser med Sydafrika.
- 6 september – Första dragningen i det nya svenska spelet Lotto äger rum.[7]
- 12 september - Militärkupp i Turkiet.
- 14 september – 6 personer omkommer vid en omkörningsolycka utanför Boden, Sverige.[4]
- 14 september – 89 personer omkommer då ett saudiskt flygplan störtar vid Medina, Saudiarabien.[4]
- 19 september – En Titanraket med kärnladdning exploderar i sin silo i Arkansas, USA och giftgaser sprids över ett stort område. Ingen radioaktivitet kan dock uppmätas.[10]
- 22 september – Den latenta fiendskapen mellan Iran och Irak övergår i krig.[3] Utan förvarning bombar irakiska bombflygplan civila och militära mål i Iran, och iranierna svarar med att anfalla Bagdad.[7]
- 26 september – 13 personer omkommer och 211 skadas vid ett bombdåd vid Oktoberfest i München, Västtyskland, utfört av en högerextrem terrorist.

### Oktober
- 3 oktober – Fyra personer omkommer och 46 skadas när en motorcykelbomb detonerar utanför en synagoga i Paris, Frankrike.
- 10 oktober – Omkring 3 500 personer omkommer då en jordbävning drabbar El Asnam, Algeriet.[17]
- 22 oktober – Sveriges regering vinner med en rösts övervikt en misstroendeomröstning om den ekonomiska politiken.[5]
- 23 oktober – Sovjetunionens regeringschef Aleksej Kosygin avgår och efterträds av Nikolaj Tichonov.[3]
- 30 oktober – Svenska Varv beslutar att lägga ner Öresundsvarvet i Landskrona. 2 600 människor förlorar jobbet.[3]

### November

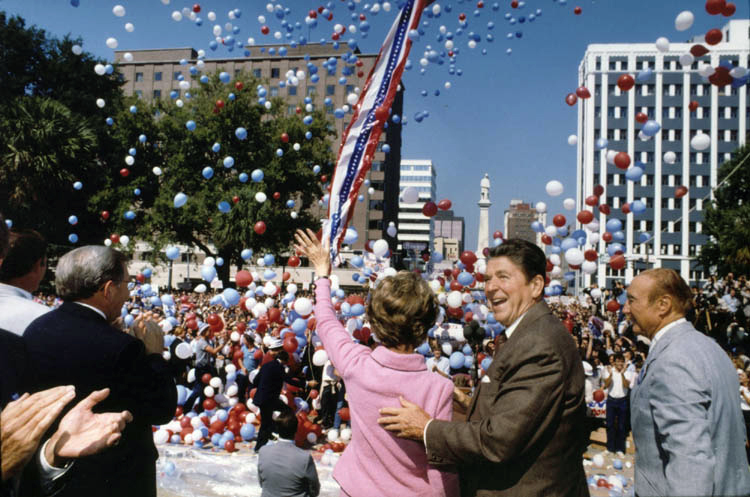
Presidentval i USA.

- 4 november – Republikanen Ronald Reagan besegrar demokraten Jimmy Carter och den politiske vilden John B. Anderson i presidentvalet i USA, och väljs till USA:s 40:e president.[3]
- 7 november – 11-årige Johan Asplund försvinner spårlöst i Sundsvall, Sverige.
- 10 november
  - Michael Foot blir partiledare för Labourpartiet i Storbritannien.[18]
  - 1 person omkommer och ett 40-tal skadas då ett nattåg spårar ur i Linköping, Sverige.[4]
- 20 november – Rättegången mot "de fyras gäng" inleds i Kina.[19]
- 21 november – 85 personer omkommer vid en hotellbrand i Las Vegas, USA.[4]
- 23 november – 3 114 personer omkommer vid en jordbävning i de mellersta och södra delarna av Italien.[20]
- 24 november – 105 kvinnor omkommer då en gasbehållare i en by i Turkiet exploderar [4].
- 26 november – Olof Palme utses av FN:s generalsekreterare Kurt Waldheim till FN-medlare i kriget mellan Irak och Iran.[2]

### December
- December – En oljekälla vid Polens kust mot Östersjön brinner under stora delar av månaden, följt av svåra utsläpp.[10]

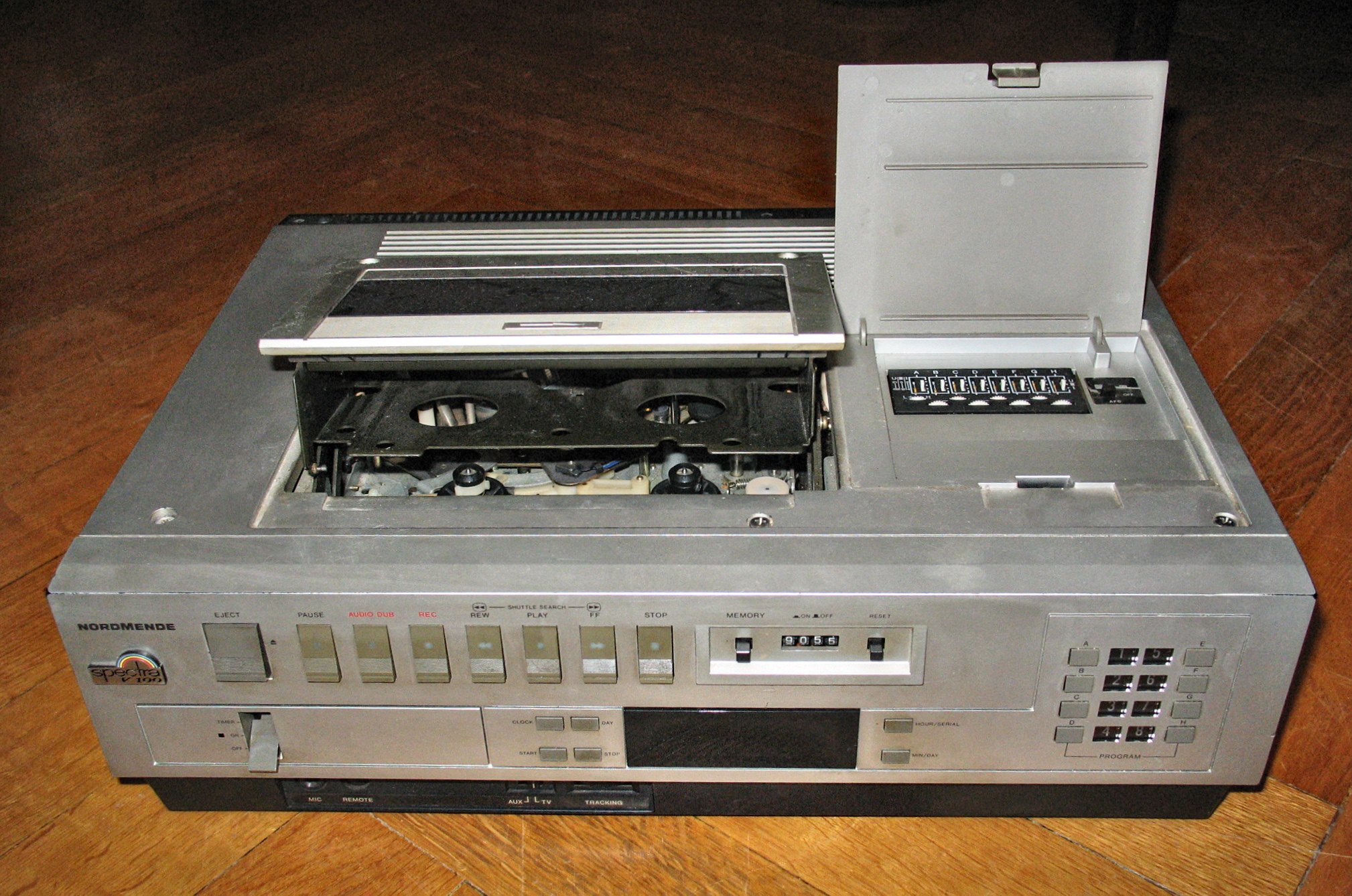
Videovåldsdebatt i Sverige.

- 2 december – I TV-programmet Studio S i SVT visas bl.a. avsnitt ur filmen Motorsågsmassakern och utlöser debatt om videovåldet.[5]
- 8 december – 40-årige brittiske sångaren, låtskrivaren och tidigare Beatles-medlemmen John Lennon mördas i New York [3] av 25-årige Mark David Chapman.[7]
- 25 december – Kay Pollaks film Barnens ö, efter P.C. Jersilds roman med samma namn, har Sverigepremiär.
- 31 december – Ett par tusen oljeskadade sjöfåglar upptäcks vid Bohuskusten i Sverige. Oljans ursprung är okänt.[10]

### Okänt datum
- Då vissa utbildningar kräver praktik från husligt arbete finns fortfarande omkring 20 000 hembiträden i Sverige [21].
- Sandvik AB blir majoritetsägare i USAB [22].
- I Sverige passerar Tipstjänst och Penninglotteriet vardera 1 miljard SEK i omsättning [23].
- Kvinnovetenskaplig tidskrift grundas av medlemmar i Forum för kvinnliga forskare vid Lunds universitet.
- I Sverige antas den svenska grundskolans läroplan Lgr 80, som skall börja gälla från läsåret 1982/1983.

## Födda

### Första kvartalet

#### Januari
- 1 januari – Elin Nordegren, svensk fotomodell.
- 2 januari – Kemi Badenoch, brittisk politiker.
- 3 januari – Angela Ruggiero, amerikansk ishockeyspelare.
- 8 januari – Rachel Nichols, amerikansk skådespelare.
- 12 januari – Amerie, amerikansk sångerska.
- 14 januari – Peter Eggers, svensk skådespelare.
- 16 januari – Albert Pujols, dominikansk basebollspelare.
- 17 januari – Zooey Deschanel, amerikansk skådespelare.
- 18 januari – Jason Segel, amerikansk skådespelare och manusförfattare
- 19 januari – Jenson Button, brittisk racerförare.
- 20 januari – Felicitas Woll, tysk skådespelare.
- 20 januari – Matthew Tuck, brittisk musiker (Bullet for My Valentine).
- 25 januari
  - Magnus Kahnberg, svensk ishockeyspelare.
  - Christian Olsson, svensk friidrottare.
- 27 januari – Marat Safin, rysk tennisspelare.
- 28 januari – Nick Carter, amerikansk sångare (Backstreet Boys).
- 29 januari – Jason James Richter, amerikansk skådespelare.

#### Februari
- 12 februari
  - Christina Ricci, amerikansk skådespelare.
  - Samuel Giers, svensk musiker.
- 14 februari – Nic Schröder, svensk programledare.
- 16 februari – Andreas Viklund, svensk musikproducent, artist och internetmusikentusiast.
- 19 februari – Carina Bergfeldt, svensk reporter, kolumnist och författare.
- 24 februari – Anton Maiden, svensk musiker, känd för sina tolkningar av Iron Maiden.

#### Mars
- 2 mars – Rebel Wilson, australisk skådespelare
- 5 mars – Sanna Bråding, svensk skådespelare.
- 6 mars – Emma Igelström, svensk simmare.
- 7 mars – Laura Prepon, amerikansk skådespelare.
- 9 mars
  - Matthew Gray Gubler, amerikansk skådespelare.
  - Chingy, amerikansk rappare.
- 12 mars – Christian Berglund, svensk ishockeyspelare.
- 15 mars – Josefin Lillhage, svensk simmare.
- 18 mars – Sophia Myles, brittisk skådespelare.
- 19 mars – Johan Olsson, svensk längdskidåkare.
- 20 mars – Mats Larsson, svensk längdskidåkare.
- 21 mars
  - Marit Bjørgen, norsk längdåkerska.
  - Ronaldinho, brasiliansk fotbollsspelare.
  - Deryck Whibley, kanadensisk musiker (Sum 41).
- 24 mars – Karin Frick, svensk sportjournalist.
- 25 mars – Jennifer Lamiraqui, fransk fotomodell.
- 26 mars – Sérgio Paulinho, portugisisk tävlingscyklist.
- 28 mars – Rasmus Seebach, dansk sångare.

### Andra kvartalet

#### April
- 1 april – Bijou Phillips, amerikansk skådespelare.
- 4 april – Björn Wirdheim, svensk racerförare.
- 6 april – Pontus Farnerud, svensk fotbollsspelare.
- 8 april – Adam Brody, amerikansk skådespelare.
- 9 april – Rickard Wallin, svensk ishockeyspelare.
- 10 april – Charlie Hunnam, brittisk skådespelare
- 12 april – Brian McFadden, irländsk musiker, sångare i Westlife.
- 13 april – Sue Gardiner, kanadensisk vattenpolospelare.
- 18 april – Brenda Villa, amerikansk vattenpolospelare.
- 20 april – Jasmin Wagner (även kallad Blümchen), tysk sångerska.
- 26 april – Channing Tatum, amerikansk skådespelare, dansare och modell
- 28 april
  - Robert Skowronski, svensk musiker, (Natural Ex, Supernatural)
  - Christian Bäckman, svensk ishockeyspelare.

#### Maj
- 2 maj – Brad Richards, kanadensisk ishockeyspelare.
- 6 maj – Tore Kullgren, svensk TV-personlighet.
- 7 maj – Alex Wesby, amerikansk basketspelare.
- 13 maj – Vincent Pontare, svensk musikproducent, låtskrivare och sångare.
- 14 maj – Pelle Nilsson, svensk journalist och programledare.
- 15 maj – Tilde Fröling, svensk skådespelare.
- 19 maj – Drew Fuller, amerikansk skådespelare och fotomodell.
- 21 maj – Gotye, belgisk-australisk musiker.
- 22 maj
  - Aljaksandra Kirsanava, vitrysk musiker.
  - Satine Phoenix, filippinsk-amerikansk skådespelare.
- 30 maj
  - Margaret Dingeldein, amerikansk vattenpolospelare.
  - Steven Gerrard, engelsk fotbollsspelare.

#### Juni
- 17 juni – Venus Williams, amerikansk tennisspelare.
- 18 juni – Antero Niittymäki, finländsk ishockeymålvakt.
- 23 juni
  - Tony Mårtensson, svensk ishockeyspelare.
  - Matias Padin Varela, svensk skådespelare.
  - Melissa Rauch, amerikansk skådespelare
- 26 juni – Jason Schwartzman, amerikansk skådespelare.
- 30 juni – Seyi Olofinjana, nigeriansk fotbollsspelare.

### Tredje kvartalet

#### Juli
- 3 juli – Olivia Munn, amerikansk skådespelare
- 10 juli
  - James Rolfe, amerikansk internetpersonlighet.
  - Jessica Simpson, amerikansk sångerska.
- 15 juli – Mike Zambidis, grekisk kickboxare.
- 17 juli – Kristofer Gustavsson, svensk bandymålvakt.
- 18 juli – Kristen Bell, amerikansk skådespelare.
- 20 juli – Gisele Bündchen, brasiliansk fotomodell och skådespelare.
- 23 juli – Michelle Williams, amerikansk sångare.
- 24 juli
  - David Printz, svensk ishockeyspelare.
  - Hanna Hellquist, svensk journalist och författare.
- 31 juli – Rina Aiuchi, japansk sångare.

#### Augusti
- 2 augusti – Nadia Bjorlin, amerikansk skådespelare.
- 7 augusti – Aurélie Claudel, fransk fotomodell.
- 12 augusti
  - Dominique Swain, amerikansk skådespelare.
  - Daniel Malmedahl, skapare av Crazy Frog.
- 15 augusti – Carl-Johan Fogelklou, svensk musiker.
- 16 augusti – Elita Löfblad, svensk fotomodell.
- 17 augusti – Lene Marlin, norsk musiker.
- 18 augusti
  - Aljoša Kunac, kroatisk vattenpolospelare.
  - Heidi Viljanen, finländsk socialdemokratisk politiker.
- 19 augusti – Tove Fraurud, svensk politiker (Vänsterpartiet).
- 20 augusti – Sebastian Zelle, svensk musiker (Natural Ex, Supernatural).
- 26 augusti
  - Macaulay Culkin, amerikansk skådespelare.
  - Chris Pine, amerikansk skådespelare.

#### September
- 3 september – Andreas Chenardière, svensk skådespelare.
- 10 september – Mikey Way, amerikansk musiker (My Chemical Romance).
- 11 september – Antonio Pizzonia, brasiliansk racerförare.
- 20 september – Olli-Poika Parviainen, finländsk politiker.
- 21 september – Autumn Reeser, amerikansk skådespelare.
- 23 september – Syu, japansk musiker (Galneryus).
- 24 september – John Arne Riise, norsk fotbollsspelare.
- 26 september
  - Daniel Sedin, svensk ishockeyspelare.
  - Henrik Sedin, svensk ishockeyspelare.
  - Patrick Friesacher, österrikisk racerförare
- 30 september
  - Maja Gullstrand, svensk musiker.
  - Martina Hingis, schweizisk tennisspelare.

### Fjärde kvartalet

#### Oktober
- 3 oktober – Ivan Turina, kroatisk fotbollsspelare.
- 5 oktober
  - Joakim Brodén, svensk sångare, medgrundare av Sabaton.
  - Paul Thomas, amerikansk musiker, (Good Charlotte).
- 7 oktober – Elna Melusine Jolom, svensk glaskonstnär.
- 8 oktober – Nick Cannon – amerikansk rappare, komiker och skådespelare
- 9 oktober – Henrik Zetterberg, svensk ishockeyspelare.
- 13 oktober – Christian Söderström, svensk ishockeyspelare.
- 19 oktober
  - Andreas Leijon, svensk publicist.
  - Anna-Karin Kammerling, svensk simmare.
- 21 oktober – Kim Kardashian, amerikansk fotomodell, skådespelare, affärskvinna och TV-personlighet
- 24 oktober – Monica Arnold, amerikansk sångerska.
- 26 oktober – Diana DeVoe, amerikansk skådespelare och regissör inom pornografisk film.
- 28 oktober – Alan Smith, engelsk fotbollsspelare.
- 29 oktober – Ben Foster, amerikansk skådespelare.
- 31 oktober
  - Samaire Armstrong, amerikansk skådespelare.
  - Eddie Kaye Thomas, amerikansk skådespelare.

#### November
- 3 november – Hans N. Andersen, dansk speedwayförare.
- 4 november – Johan Andersson, svensk innebandyspelare.
- 12 november
  - Ryan Gosling, kanadensisk skådespelare.
  - Simone Koot, nederländsk vattenpolospelare.
  - Gustaf Skarsgård, svensk skådespelare.
- 18 november – Luke Chadwick, brittisk fotbollsspelare.
- 26 november – Jessica Bowman, amerikansk skådespelare.
- 27 november – Andreas Hoffer, svensk skådespelare, (Sunes sommar).

#### December
- 2 december – Damir Burić, kroatisk vattenpolospelare.
- 3 december
  - Anna Chlumsky, amerikansk skådespelare.
  - Samuel Rizal, indonesisk skådespelare.
- 7 december – John Terry, brittisk fotbollsspelare.
- 10 december – Sarah Chang, amerikansk violinist.
- 15 december – Fredrik Risp, svensk fotbollsspelare.
- 17 december – Erik Lee, svensk operasångare.
- 18 december – Christina Aguilera, amerikansk sångerska.
- 19 december – Jake Gyllenhaal, amerikansk skådespelare.
- 24 december – Maarja, estländsk musiker.
- 28 december – Vanessa Ferlito, amerikansk skådespelare.
- 30 december – Eliza Dushku, amerikansk skådespelare.

## Avlidna

### Första kvartalet

#### Januari
- 3 januari – Joy Adamson, 69, österrikisk-brittisk konstnär, författare och etnograf.
- 4 januari – Harald Heide Steen, 68, norsk skådespelare.
- 10 januari – George Meany, 85, amerikansk fackföreningsledare.
- 15 januari – Lauri Hyvämäki, 66, finländsk historiker.
- 16 januari – Jorma Reenpää, 77, finländsk företagsledare.
- 18 januari – Cecil Beaton, 76, brittisk fotograf.
- 19 januari – Ingeborg Bengtson, 88, svensk skådespelare.
- 24 januari – Heikki Castrén, 50, finländsk arkitekt.

#### Februari
- 2 februari – William Stein, 68, amerikansk biokemist, Nobelpristagare i kemi 1972.
- 4 februari – Camara Laye, 52, guineansk författare.
- 11 februari – Paavo Yrjölä, 77, finländsk friidrottare.
- 13 februari – David Janssen, 48, amerikansk skådespelare.
- 14 februari – Victor Gruen, 76, österrikisk arkitekt.
- 19 februari – Bon Scott, 33, skotsk-australisk sångare (AC/DC).
- 20 februari – Alice Roosevelt Longworth, 96, amerikansk skribent och kolumnist.
- 22 februari – Oskar Kokoschka, 93, österrikisk konstnär och författare.
- 25 februari – Wilton E. Hall, 78, amerikansk politiker (Demokraterna), ledamot av USA:s senat 1944–1945.
- 29 februari – Tore Lindwall, 79, svensk skådespelare.

#### Mars
- 3 mars – Forrest C. Donnell, 95, amerikansk politiker (Republikanerna), guvernör i Missouri 1941–1945.
- 9 mars – Heinz Linge, 66, tysk SS-officer, Adolf Hitlers betjänt.
- 17 mars – Rafael Paasio, 76, finländsk politiker, Finlands statsminister 1966–1968 och 1972.
- 18 mars – Erich Fromm, 79, tysk psykoanalytiker och filosof.
- 19 mars – Thore Christiansen, 68, svensk sångare.
- 24 mars – Óscar Romero, 62, salvadoransk präst, ärkebiskop av San Salvador 1977–1980.
- 26 mars – Roland Barthes, 64, fransk författare, litteraturvetare och semiotiker.
- 29 mars – Annunzio Paolo Mantovani, 74, italiensk orkesterledare.
- 31 mars – Jesse Owens, 66, amerikansk friidrottare.

### Andra kvartalet

#### April
- 6 april – Nils Ericson, 74, svensk skådespelare och sångare.
- 12 april – Sonja Wigert, 66, norsk-svensk skådespelare.
- 15 april – Jean-Paul Sartre, 74, fransk författare och filosof, Nobelpristagare i litteratur 1964 (avböjde).[8]
- 17 april – Alf Sjöberg, 76, svensk regissör.[5]
- 19 april – Ivar Anderson, 89, svensk politiker (Högerpartiet) och tidningsman.
- 24 april – Alejo Carpentier, 75, kubansk författare.
- 25 april – Mario Bava, 65, italiensk filmregissör.
- 29 april – Sir Alfred Hitchcock, 80, brittisk filmregissör.

#### Maj
- 4 maj – Josip Broz Tito, 87, jugoslavisk politiker, Jugoslaviens premiärminister 1945–1963, president 1953–1980.[8]
- 18 maj – Ian Curtis, 23, brittisk sångare (Joy Division).
- 21 maj – Ingrid Foght, 60, svensk skådespelare.
- 24 maj – Paschoal Carlos Magno, 74, brasiliansk författare.
- 27 maj – Karin Granberg, 74, svensk skådespelare.

#### Juni
- 4 juni – Lena Gester, 36, svensk skådespelare.
- 7 juni
  - Henry Lindblom, 60, svensk sångare, skådespelare och tv-personlighet.
  - Henry Miller, 88, amerikansk författare.
  - Marian Spychalski, 73, polsk arkitekt, militär och politiker, Polens försvarsminister 1956–1968, statschef 1968–1970.
- 8 juni – Ernst Busch, 80, tysk skådespelare, sångare och regissör.
- 18 juni – Eva Wikman, 58, svensk skådespelare.
- 20 juni
  - Algot Larsson, 87, svensk skådespelare.
  - Allan Pettersson, 68, svensk tonsättare [5].
- 21 juni – Bert Kaempfert, 56, tysk orkesterledare och kompositör.
- 23 juni
  - John Laurie, 83, brittisk skådespelare.
  - Clyfford Still, 75, amerikansk konstnär.
  - Elsa Wallin, 80, svensk operettsångerska och skådespelare.
- 27 juni – Walter Dornberger, 84, tysk militär och ingenjör.
- 28 juni – Keijo Liinamaa, 51, finländsk jurist och ämbetsman, Finlands statsminister 1975.

### Tredje kvartalet

#### Juli
- 13 juli – Seretse Khama, 59, botswansk politiker, Botswanas president 1966–1980.
- 16 juli – Anna Lisa Lundkvist, 78, svensk författare och översättare.
- 18 juli – Nils Gustafsson, 75, svensk violinist.
- 24 juli – Peter Sellers, 54, brittisk skådespelare.
- 25 juli – Vladimir Vysotskij, 42, sovjetisk skådespelare, sångare och poet.
- 27 juli
  - Mohammad Reza Pahlavi, 60, shah av Iran 1941–1979.
  - Barney Bigard, 84, amerikansk jazzmusiker.

#### Augusti
- 1 augusti
  - Patrick Depailler, 35, fransk racerförare.
  - Jacob Wallenberg, 87, svensk bankman och företagsledare [5].
- 5 augusti – Hugo Abramson, 82, svensk ingenjör.
- 9 augusti
  - Jacqueline Cochran, 74, amerikansk pilot.
  - Elliott Nugent, 83, amerikansk skådespelare, författare och filmregissör.
- 14 augusti – Dorothy Stratten, 20, kanadensisk fotomodell och skådespelare.
- 20 augusti – Naemi Briese, 72, svensk sångare och skådespelare.
- 25 augusti – Birger Olin, 69, svensk militär.
- 26 augusti – Tex Avery, 72, amerikansk animatör, filmregissör, skådespelare och manusförfattare.
- 27 augusti – Carl von Haartman, 83, finländsk militär, diplomat och affärsman.

#### September
- 3 september – Dirch Passer, 54, dansk komiker, skådespelare och manusförfattare.
- 8 september – Willard Frank Libby, 71, amerikansk kemist, Nobelpristagare i kemi 1960.
- 14 september – Inga-Bodil Vetterlund, 66, svensk skådespelare.
- 15 september – Bill Evans, 51, amerikansk jazzpianist.
- 16 september – Jean Piaget, 84, schweizisk pedagog och filosof.
- 25 september – John Bonham, 32, brittisk musiker (Led Zeppelin).

### Fjärde kvartalet

#### Oktober
- 7 oktober – Ernst Alm, 80, svensk längdåkare, segrare i det första Vasaloppet 1922.
- 21 oktober
  - Hans Asperger, 74, österrikisk pediatriker.
  - Vălko Tjervenkov, 80, bulgarisk politiker, Bulgariens premiärminister 1950–1956.
- 27 oktober – John H. van Vleck, 81, amerikansk fysiker, Nobelpristagare i fysik 1977.

#### November
- 7 november – Steve McQueen, 50, amerikansk skådespelare.
- 14 november – Arnold Haskell, 77, brittisk danskritiker.
- 22 november
  - John William McCormack, 88, amerikansk politiker (Demokraterna), talman i USA:s representanthus 1962–1971.
  - Mae West, 87, amerikansk skådespelare.
- 24 november – George Raft, 79, amerikansk skådespelare.

#### December
- 2 december – Romain Gary, 66, fransk författare, diplomat och filmregissör.
- 3 december – Sir Oswald Mosley, 84, brittisk militär och politiker.
- 4 december – Gösta Cederlund, 92, svensk skådespelare, regissör och teaterledare.
- 7 december – Darby Crash, 22, amerikansk punksångare.
- 8 december
  - Sverre Bergh, 65, norsk dirigent, musiker och kompositör.
  - John Lennon, 40, brittisk musiker (The Beatles).
- 16 december – Harland D. Sanders, 90, amerikansk entreprenör, grundare av Kentucky Fried Chicken (KFC).
- 17 december – Oskar Kummetz, 89, tysk sjömilitär.
- 18 december – Aleksej Kosygin, 76, Sovjetunionens regeringschef 1964–1980.
- 18 december – Gabrielle Robinne, 94, fransk skådespelare
- 20 december – Dagmar Olsson, 72, svensk skådespelare, sångare och dansare.
- 23 december – Astri Taube, 82, svensk bildkonstnär och skulptör.
- 24 december – Karl Dönitz, 89, tysk sjömilitär, Tysklands rikspresident 1945.
- 29 december
  - Tim Hardin, 39, amerikansk musiker.
  - Nadezjda Mandelsjtam, 81, rysk författare.

## Nobelpris[24]
- Fysik
  - James Cronin, USA
  - Val Fitch, USA
- Kemi
  - Paul Berg, USA
  - Walter Gilbert, USA
  - Frederick Sanger, Storbritannien
- Medicin
  - Baruj Benacerraf, USA
  - Jean Dausset, Frankrike
  - George D Snell, USA
- Litteratur – Czesław Miłosz, USA / Polen
- Fred – Adolfo Pérez Esquivel, Argentina
- Ekonomi – Lawrence Klein, USA

### Fotnoter
1. ↑  ”Konstitutionellt rättighetsskydd”. http://lup.lub.lu.se/luur/download?func=downloadFile&recordOId=1556445&fileOId=1563991.
2. 1 2 3 4 5 6 7  Sverige 1900-talet – 1980, NE, Bra Böcker, 2000
3. 1 2 3 4 5 6 7 8 9 10 11 12 13 14 15 16 17 18 19 20 21 22  20:e århundrades När Var Hur – 1980, Bernt Himmelstedt, Forum, 1999
4. 1 2 3 4 5 6 7 8 9 10 11 12 13 14 15 16 17 18 19 20 21  Faktakalendern 1996, Semic, 1995
5. 1 2 3 4 5 6 7 8 9 10 11 12  Hundra år i Sverige – 1980, Hans Dahlberg, Albert Bonniers, 1999
6. ↑  ”Historyorb.com”. http://www.historyorb.com/countries/egypt?p=3.
7. 1 2 3 4 5 6 7 8 9  100 år med Aftonbladet – 1980, 1999
8. 1 2 3 4  Faktakalendern 2000 – 1980 (Utlandet), Semic, 1999
9. ↑  Faktakalendern 2000 – 1980 (Sverige), 1999
10. 1 2 3 4 5 6  Faktakalendern 1997, Semic, 1996
11. ↑  ”USA:s militära insatser i utlandet”. Arkiverad från originalet den 12 oktober 2011. https://www.webcitation.org/62NCLaa95?url=http://www.history.navy.mil/library/online/forces.htm.
12. ↑  ”Dagens händelser 8 maj”. Sundsvalls Tidning. Arkiverad från originalet den 9 augusti 2018. https://web.archive.org/web/20180809060855/https://www.st.nu/artikel/slakt-o-vanner/dagens-handelser-8-maj-1. Läst 9 augusti 2018.
13. ↑  ”World Statesmen (läst 3 april 2011)”. http://www.worldstatesmen.org/Canada_Provinces_P-Y.html#Quebec.
14. ↑  ”ANC.org.za”. Arkiverad från originalet den 17 oktober 1997. https://web.archive.org/web/19971017203354/http://www.anc.org.za/ancdocs/history/mandela/64-90/anvil.html.
15. ↑  ”World Statesmen”. http://www.worldstatesmen.org/Vanuatu.html.
16. ↑  Horisont 1980, Bertmarks förlag, sidan 210 - Hekla vaknade igen
17. ↑   Horisont 1980. Bertmarks
18. ↑   Horisont 1980. Bertmarks. Läst 12 april 2025
19. ↑  ”1976: China's 'Gang of Four' arrested”. BBC. http://news.bbc.co.uk/onthisday/hi/dates/stories/october/11/newsid_4712000/4712306.stm.
20. ↑  Horisont 1980, Bertmarks förlag, sidan 269-271 - Katastrofskalv i Neapelområdet
21. ↑  ”Kvinnor i arbete - Arbetaryrken”. http://www.ub.gu.se/kvinn/portaler/arbete/arbetare/?initLang=1.
22. ↑  Sverige 1900-talet – Bruket dominerade Munkfors utveckling, NE, Bra Böcker, 2000
23. ↑  Sverige 1900-talet – Hundra år av lönsamhet, NE, Bra Böcker, 2000
24. ↑  ”Nobelpriset”. https://www.nobelprize.org/prizes/lists/all-nobel-prizes/. Läst 10 april 2011.